# Trimerodytes annularis
Trimerodytes annularis är en ormart som beskrevs av Hallowell 1856. Trimerodytes annularis ingår i släktet Trimerodytes och familjen snokar. Inga underarter finns listade i Catalogue of Life.
Arten förekommer i Kina i provinserna Fujian, Jiangxi, Zhejiang, Anhui och Jiangsu samt på Taiwan. Honor lägger inga ägg utan föder levande ungar.